# Тънкомуцунеста игла
Тънкомуцунестата игла (Syngnathus tenuirostris) е вид морска дънна риба от семейство иглови (Syngnathidae).

## Разпространение
Видът е разпространен в Средиземноморския басейн (Адриатическо море, Тиренско море и Черно море).